# ディック・スホーフ
ヘンドリクス・ウィルヘルムス・マリア・"ディック"・スホーフ（オランダ語： Hendrikus Wilhelmus Maria (Dick) Schoof［ɦɛnˈdrikʏs ʋɪlˈɦɛlmʏs maˈrijaː dɪk sxoːf]、1957年3月8日 - ）は、オランダの政治家、官僚。元労働党（PvdA）所属。同国第51代首相。法務・安全保障省事務総長、 総合情報保安局局長などを歴任。

## 生い立ち

### 出生から大学時代まで
1957年3月8日にサントポールトで、7人兄弟の6人目としてローマカトリックの家庭に生まれ育った。下に妹が1人いて、父は地方自治体の公務員であった。8歳の時、スホーフは家族と一緒にヘンゲロに引っ越す。1975年から1982年まで、スホーフはラドバウド大学で都市計画と地域計画を学んだ。在学中は学生協会フォカスの会長を務めた。
オランダ自治体協会の教育に関する政策アドバイザーとして働き始める。1988年に教育文化科学省の公務員になった。スホーフはジャック・ウォラージュ国務長官の下で、彼が率いた小学校建設部門の解散を手伝った。
1996年から、スホーフは治安司法省で様々な上級職に就き始める。2001年にヨプ・コーヘン司法長官による外国人法の改革を実施し、亡命手続きを簡素化する責任を負い、資格のない申請者を強制送還した。亡命申請の数は減少し、スホーフはより厳格な移民政策に言及した。後の評価では、法律の影響がより限られていると結論付け、外部要因が下落の主な要因であることを示唆した。

### 首相就任
2024年7月2日に、自由民主国民党主導の元、マルク・ルッテ首相の後任として就いた。しかし政権は発足当初から不安定で、2025年5月末に自由党のヘルト・ウィルダース党首が移民や難民を厳しく制限する政策を受け入れるよう連立政権の他のパートナーに要求。これが拒否されたことを受け、ウィルダースは6月3日に自党の閣僚を引き上げ、連立政権から離脱すると表明。政権は少数派に転落し、スホーフは同日中に首相辞任を表明した。